# Višňové (district de Revúca)
Pour les articles homonymes, voir Višňové.
Višňové (en hongrois : Kisvisnyó) est un village du district de Revúca, dans la  région de Banská Bystrica, en Slovaquie.

## Histoire
La première mention écrite du village date de 1296.
La localité fut annexée par la Hongrie après le premier arbitrage de Vienne le 2 novembre 1938. En 1938, on comptait 127 habitants. Elle faisait partie du district de Tornaľa (hongrois : Tornaljai járás). Le nom de la localité avant la Seconde Guerre mondiale était Višňové/Visnyó. Durant la période 1938 - 1945, le nom hongrois Kisvisnyó était d'usage. À la libération, la commune a été réintégrée dans la Tchécoslovaquie reconstituée.

## Démographie

### Évolution de la population
| Année:               | 1994. | 2004.   | 2014.   | 2024.   |
| -------------------- | ----- | ------- | ------- | ------- |
| Nombre de personnes: | 56    | 59      | 64      | 61      |
| Différence:          |       | +5,35 % | +8,47 % | -4,68 % |

| Année:               | 2023. | 2024.   |
| -------------------- | ----- | ------- |
| Nombre de personnes: | 60    | 61      |
| Différence:          |       | +1,66 % |